# Cantone di Pierrelatte
Il Cantone di Pierrelatte era un cantone della Francia dell'arrondissement di Nyons.
A seguito della riforma approvata con decreto del 20 febbraio 2014, che ha avuto attuazione dopo le elezioni dipartimentali del 2015, è stato soppresso.

## Composizione
Comprendeva i comuni di:
- Donzère
- La Garde-Adhémar
- Les Granges-Gontardes
- Pierrelatte